# 名人書房
《名人書房》（英語：Celebrity Study）是冠德玉山教育基金會獨立製作、以閱讀為主題的實景訪談節目，由資深主播詹慶齡擔任主持人。

## 簡介
《名人書房》影片是以閱讀為主題的談話性節目。2019年播出第一季共13集，來賓包括王偉忠、五月天/石頭、杜元坤、江坤俊、姚謙、郎祖筠、許芳宜、郭重興、曾文誠、曾寶儀、鄭丰、徐薇與大成、劉安婷與呂冠緯等名人，由資深主播詹慶齡擔任主持人，透過互動，分享節目來賓的人生故事。
2020年播出第二季共13集，邀請到文學大家黃春明、黃國珍父子、白先勇、張曼娟；知名藝人浩子、郁方、郭子乾；極限運動員陳彥博、球學聯盟何凱成、圖文作家馬克 (插畫家)、廣播人馬世芳、中醫師吳明珠、資深駐美特派員范琪斐和媒體人蕭丁毓，以及旅日棋士王銘琬和劉黎兒伉儷，藉由不同世代、跨領域的受訪者，分享各自的人生經歷與閱讀經驗。
2021年《名人書房》第三季共13集，邀請到政務委員唐鳳、知名藝人Janet謝怡芬與George吳宇衛、漫畫家朱德庸、文化媒體人夏韻芬、張正、王美霞；小說劇作家朱天文、出版人郝明義、臺大醫院院長吳明賢、小兒科醫師黃瑽寧、企業家蔣雅淇、安得烈慈善協會羅紹和、看見．齊柏林基金會萬冠麗與齊柏林導演長子齊廷洹，期透過這些名人的生命故事，傳遞「閱讀，是一切的可能 !」。
2022年《名人書房》第四季共13集，邀請到遠見天下文化事業群創辦高希均、發行人王力行、公益平台文化基金會董事長嚴長壽、慈濟傳播人文志業基金會合心精進長姚仁祿、詩人吳晟、國際知名攝影作家范毅舜、作家王文華、郭強生、陳玉慧；雲門舞集總監鄭宗龍、關渡醫院院長陳亮恭、心理諮商師周慕姿、資深主播蘇逸洪、體育主播常富寧，透過閱讀，期透過這些名人分享閱讀經歷，傳遞「閱讀，打開生命的可能性!」。
2023年《名人書房》第五季節目，於2023年7月8日播出。邀請到樂評家焦元溥、罕病天使楊玉欣、盧彥勳國際網球學院創辦人盧彥勳、前台大醫院雲林分院黃瑞仁、飲食生活作家韓良憶、朱宗慶打擊樂團創辦人朱宗慶、世界島嶼作家夏曼·藍波安、華文小說家平路、前統一集團總裁林蒼生、精神科醫師鄧惠文、前Verizon Media國際事業董事總經理鄒開蓮、旅德作家陳思宏等人受訪，期待透過跨越領域與世代的分享，提供更廣闊多元的閱讀視角。
2024年《名人書房》第六季節目，於2024年5月3日首播，邀請到國際巨星李連杰、姚仁喜｜大元建築工場資深合夥人姚任祥、導演吳念真、旅日作家李琴峰、世界名廚江振誠、都市偵探李清志、遠流出版社董事長王榮文、甘樂文創志業執行長林峻丞、全民大劇團團長謝念祖、趨勢教育基金會董事長暨執行長陳怡蓁、唱片設計大師蕭青陽、台灣大哥大總經理林之晨、作家郝譽翔等各界名人，分享不同領域與世代的人生經歷與閱讀觀點。
2025年《名人書房》第七季，邀請到的特別來賓陣容堅強，從表演藝術界的吳興國、林秀偉、鍾欣凌、連俞涵，到文學界的劉克襄、封德屏、龍應台、舒國治，再到法界的黃日燦、建築界的姚仁喜、醫學界的沈邑穎，以及媒體界的張光斗、楊渡，藝術創作者江賢二與作家吳錦勳，每一場訪談都以細膩的觀察和深入的交流，展現閱讀如何塑造了這些名人的思想與人生。
1. ↑  . 冠德玉山教育基金會.   [2019-12-11]. （原始内容存档于2020-09-27） （中文（臺灣））.
2. ↑  . 冠德玉山教育基金會.   [2020-08-10]. （原始内容存档于2020-09-27）.
3. ↑  . ShoppingDesign. 2021-04-07  [2021-07-12]. （原始内容存档于2021-07-12） （中文（臺灣））.
4. ↑  . tw.news.yahoo.com.   [2022-04-18]. （原始内容存档于2022-04-18） （中文（臺灣））.
5. ↑  . 居心誌.   [2024-05-02]. （原始内容存档于2024-05-02）.
6. ↑  . Yahoo新聞.   [2024-05-02]. （原始内容存档于2024-05-03）.
7. ↑  editor. . www.kindomliving.com.tw. 2025-04-23  [2025-05-26] （中文（臺灣））.

## 播出時間

### 首播
| 頻道       | 所在地 | 播映日期      | 播出時間    |
| ---------- | ------ | ------------- | ----------- |
| 寰宇新聞台 | 臺灣   | 2019年4月12日 | 每週五22:00 |
| 寰宇新聞台 | 臺灣   | 2020年4月3日  | 每週五22:00 |
| 寰宇新聞台 | 臺灣   | 2021年4月9日  | 每週五22:00 |
| 寰宇新聞台 | 臺灣   | 2022年4月8日  | 每週五23:00 |
| 大愛電視   | 臺灣   | 2019年5月4日  | 每週六14:00 |
| 大愛電視   | 臺灣   | 2020年4月4日  | 每週六14:00 |
| 大愛電視   | 臺灣   | 2021年4月10日 | 每週六10:30 |

## 製作團隊
- 出品人：馬紹齡
- 統籌監製：詹慶齡、羅裕儀
- 導播：羅裕儀、余尚彬
- 攝影指導：余尚彬
- 企劃：廖珮妊、林秀俞
- 執行製作：陳文欣、鄭逸婷
- 攝影師：史建仁、阿綸
- 平面攝影：龍哥
- 剪輯：鄭逸婷
- 動畫設計：Taiwan Walker
- 音效：金鼎視聽錄音有限公司
- 燈光：印象科技多媒體
- 梳化：李梅燕
- 片頭題字：張炳煌
- 片頭音樂：呂超綸
- 製作：冠德玉山教育基金會

## 外部連結
- YouTube上的名人書房頻道
- 名人書房Facebook粉絲專頁 （页面存档备份，存于）
- 名人書房Instagram （页面存档备份，存于）
- 冠德玉山教育基金會（页面存档备份，存于）

| 臺灣寰宇新聞台 星期五 22:00 - | 臺灣寰宇新聞台 星期五 22:00 - | 臺灣寰宇新聞台 星期五 22:00 - |
| ----------------------------- | ----------------------------- | ----------------------------- |
|                               | 名人書房 （2019年4月12日－）  |                               |
| —                             | —                             |                               |

| 臺灣大愛電視 星期六 14:00 - | 臺灣大愛電視 星期六 14:00 - | 臺灣大愛電視 星期六 14:00 - |
| --------------------------- | --------------------------- | --------------------------- |
|                             | 名人書房 （2019年5月4日－） |                             |
| —                           | —                           |                             |